# Ghisoni
Ghisoni (in corso Ghisonu [ɡiˈzɔːnu]) è un comune francese di 226 abitanti situato nel dipartimento dell'Alta Corsica nella regione della Corsica.

## Società

### Evoluzione demografica
Abitanti censiti